# Ligue Internationale Contre le Racisme et l’Antisémitisme
Die Ligue internationale Contre le Racisme et l’Antisémitisme (LICRA, deutsch Internationale Liga gegen Rassismus und Antisemitismus) oder früher LICA (Ligue internationale Contre l’Antisémitisme) ist eine internationale Nichtregierungsorganisation, die sich dem Kampf gegen Rassismus und Antisemitismus verschrieben hat. Sie wurde 1927 in Frankreich gegründet, wo sie noch heute ihren Tätigkeitsschwerpunkt hat und über großen politischen Einfluss verfügt.

## Geschichte
Die Liga entstand 1927 in Paris, als der Journalist und aktive Sozialist Bernard Lecache Unterstützung für Scholom Schwartzbard organisierte, der am 25. Mai 1926 den ukrainischen Politiker Symon Petljura (Petlura) erschossen hatte, den er für Judenverfolgung (Pogrome) in seiner Heimat der Ukraine verantwortlich machte, denen auch dessen Familie zum Opfer fiel. Lecache wurde 1923 aus der kommunistischen Partei gedrängt, da er sich weigerte seine Freimaurer-Mitgliedschaft aufzugeben, blieb aber kommunistischen Idealen verhaftet. Er war selbst Sohn jüdischer Einwanderer aus der Ukraine und sollte im Auftrag seiner Zeitung Le Quotidien über den Prozess berichten. Schwartzbard wurde von dem bekannten Anwalt Henri Torrés vertreten, den Lecache ihm vermittelt hatte, und im Oktober 1927 freigesprochen. Aus der „Ligue contre les Pogromes“ wurde danach 1928 die „Ligue internationale contre l’antisémitisme“ (LICA). Sie wurde damals von einflussreichen Persönlichkeiten wie Victor Basch (Mitgründer der Ligue des Droits de l’Homme), den Physikern Paul Langevin und Albert Einstein, der Feministin und anarchistischen Journalistin Séverine, Léon Blum, der Comtesse de Noailles, den Schriftstellern Edmond Fleg, Joseph Kessel, Romain Rolland und Maxim Gorki unterstützt. Viele der Unterstützer waren ehemalige Aktivisten in der Dreyfus-Affäre. 1931 hatte sie bereits 10.000 Mitglieder in ganz Frankreich. 1932 erhielt die Liga ihren heutigen Namen, was sich aber erst seit 1979 in ihrem 33. Nationalen Kongress offiziell in ihrem Signum ausdrückte, als Ausdruck ihrer nochmals bekräftigten Entschlossenheit gegen alle Formen der Diskriminierung vorzugehen. Die Liga war in den 1930er Jahren an der Bekämpfung des aufflackernden Antisemitismus in Frankreich und dessen Kolonien (Algerien) beteiligt und engagierte sich für Flüchtlinge aus dem nationalsozialistischen Deutschland und gegen die Verharmlosung des NS-Regimes in Frankreich.

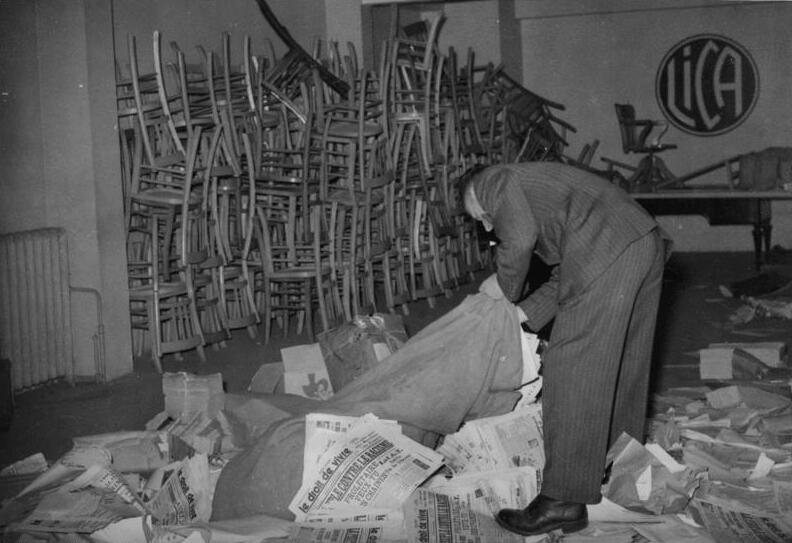
Besetzung eines Büros der LICA durch die Kollaborationspartei Rassemblement national populaire (April 1941)

Nach der Besetzung Frankreichs durch die Deutschen im Zweiten Weltkrieg wurde die LICRA durch das Vichy-Regime verboten und musste in den Untergrund gehen. Sie verhalf zahlreichen Juden zur Flucht ins Ausland, besorgte falsche Pässe und Verstecke in der Provinz. Viele Mitglieder, wie Bernard Lecache, Jean-Pierre Bloch oder Joséphine Baker, waren in der Résistance, einige, wie Gaston Bergery oder Jean-Marie Balestre, unterstützten das Vichy-Regime.
Präsident war von 1927 bis zu seinem Tode 1968 Bernard Lecache (1895–1968), dann bis 1993 Jean-Pierre Bloch (1905–1999), gefolgt vom sozialistischen Politiker Pierre Aidenbaum (* 1942) und ab 1999 vom Europaabgeordneten Patrick Gaubert (* 1948). Unter ihm hat die Liga ihren Arbeitsbereich erheblich ausgedehnt wie etwa zu Fragen der Staatsbürgerschaft, Diskriminierung am Arbeitsplatz, Jugendliche aus vernachlässigten Milieus. Von 2010 bis 2017 war der Anwalt Alain Jakubowicz (* 1953) Präsident.

## LICRA heute

### International
Alle aktiven Sektionen der LICRA eint ihre Policy-Arbeit. Nach der Verabschiedung der nationalen Antidiskriminierungsgesetze in Frankreich und der Schweiz findet diese Arbeit vor allem auf internationaler Ebene statt. Die LICRA arbeitet hier eng mit der UNO und der OSZE – dort insbesondere dem ODIHR – zusammen. Außerdem ist die LICRA Mitglied des International Network Against Cyber Hate INACH.
Neben der französischen Mutterorganisation und den Ablegern in der Schweiz und Österreich unterhält die LICRA auch Büros in New York, sowie, seit 2014, in Barcelona. In der Vergangenheit existierten auch Ableger in Belgien, Deutschland, Kanada, der Republik Kongo, Luxemburg, Portugal und in Tunesien.

### Frankreich
Die Liga arbeitet in Frankreich in sechs Kommissionen. Es gibt jeweils eine Kommission für die Bereiche Bildung, Sport, Kultur, Recht/Justiz, Internationale Agenden sowie eine Kommission in der die Agenden Erinnerung, Geschichte und Menschenrechte zusammengelegt wurden.
LICRA wurde mehrfach von staatlicher Seite in Frankreich als Berater und Vermittler in Fragen der Diskriminierung eingeschaltet und ihre Vertreter waren in mehreren Menschenrechtskommissionen der französischen Regierung.
Sie organisiert juristische und psychologische Unterstützungen für Opfer rassistischer Übergriffe.
Seit 1932 gibt die LICRA in Frankreich eine eigene Zeitschrift „Le Droit de Vivre“ (Das Recht zu leben) heraus, die an alle Mitglieder ausgegeben wird.

#### Recht und Justiz
Die LICRA hat sich viele Jahre lang intensiv für ein nationales französisches Antidiskriminierungsgesetz eingesetzt. 1972 wurde schließlich sowohl eines der frühesten wie auch der stärksten Antidiskriminierungsgesetze beschlossen, dass der LICRA das Recht einräumt in entsprechenden Verfahren als Nebenklägerin aufzutreten. Der Rechtsdienst der LICRA unterstützt Opfer von Diskriminierung und Hassverbrechen kostenlos in gerichtlichen und außergerichtlichen Verfahren.
Großes Aufsehen erregte im Jahr 2000 das Verfahren der LICRA gegen die US-amerikanische Internetplattform Yahoo in Paris, da diese geduldet hatten, dass Nazi-Andenken auf Online-Auktionen versteigert wurden. Deren Ausstellung oder Tragen ist aber in Frankreich (auch auf Initiative der Liga) strafrechtlich verboten. LICRA war mit ihrer Klage vor dem französischen Gericht erfolgreich, ein Revisionsantrag von Yahoo vor US-Gerichten wurde abgelehnt. Der Fall gilt als richtungsweisend in der Durchsetzung nationalen Rechts online und die Haftung von Platformbetreibern für die dort veröffentlichte Inhalte betreffend.
Die LICRA geht auch gegen Zeitungsartikel, Rundfunk- und Fernsehbeiträge und weitere Publikationsorgane juristisch vor die Ideologien der Ungleichheit verbreiten.

#### Erinnerung, Geschichte und Menschenrechte
Die historische Abteilung der LICRA (Commission Mémoire, Histoire et Droits de l’Homme, 1986 gegründet) stellt in erster Linie Expertisen bereit. In diesem Rahmen unterstützen sie z. B. die Arbeit des Ehepaars Serge und Beate Klarsfeld und war beim Prozess gegen Klaus Barbie engagiert.

### Schweiz
Die Schweizer Sektion der LICRA wurde 1971 in Genf gegründet. Zu ihren wichtigsten Anliegen zählte die Verabschiedung eines umfassenden Anti-Diskriminierungsgesetzes, welches mit der Volksabstimmung am 25. September 1994 zur Aufnahme des Artikels 261bis in das Schweizerische Strafgesetzbuch beschlossen wurde. Mit der Verabschiedung dieses Gesetzes konnte die Schweiz der Internationalen Konvention vom 21. Dezember 1965 gegen alle Formen der Rassendiskriminierung beitreten. Die erste Maßnahme zur Anwendung dieses Übereinkommens war auf nationaler Ebene die Einrichtung einer Eidgenössischen Kommission gegen Rassismus.
Die LICRA Schweiz ist richtet Diskussionsveranstaltungen, Seminare und Sensibilisierungskurse aus. Ein Schwerpunkt ihrer Aktivitäten ist die Arbeit in Schulen und im Sportbereich.

### Österreich
Die österreichische Sektion der LICRA wurde 2001 in Wien gegründet.
Zu den öffentlichen Tätigkeiten der LICRA Österreich zählen Symposien wie Frauen im Widerstand gegen den Nationalsozialismus in Kooperation mit dem Dokumentationsarchiv des österreichischen Widerstandes, ESRA und Context XXI, das im Künstlerhaus Kino, dem Republikanischen Club, der Universität Wien (Altes AKH), dem Institut Français Wien und im psychosozialen Zentrum ESRA stattfand, sowie Marmor. Bronze. Verantwortung. Kolloquium für Veränderung am Lueger-Platz im mumok. Weitere wichtige Projekte waren Fluchtpunkte / Treffpunkte gemeinsam mit dem UNHCR, Siegfrieds Köpfe über Rechtsextremismus, Rassismus und Antisemitismus an der Universität Wien und Diskussionsreihen über Rwanda und Ungarn. Außerdem ist die LICRA Österreich Herausgeberin mehrerer Publikationen.

## Ehrenmitglieder
- Joséphine Baker
- Alain Bauer
- François Bayrou
- Harry Belafonte
- Edvard Beneš
- André Bergeron
- Jean Pierre-Bloch
- Léon Blum
- Charles-Auguste Bontemps
- Tamara Borten
- Jean-Denis Bredin
- Jacques Chaban-Delmas
- Georges Charpak
- Jacques Chirac
- Anna de Noailles
- Costa-Gavras
- Bertrand Delanoë
- Jacques Delors
- Albert Einstein
- Roger Etchegaray
- Laurent Fabius
- Roger Fauroux
- Jean Ferniot
- Alain Finkielkraut
- François de Fontette
- René Frydman
- Pierre-Gilles de Gennes
- Marek Halter
- Édouard Herriot
- François Jacob
- Lionel Jospin
- Léon Jouhaux
- Alain Juppé
- Axel Kahn
- Joseph Kessel
- Beate Klarsfeld
- Serge Klarsfeld
- Bernard Kouchner
- Jack Lang
- Bernard Lecache
- Joël Le Tac
- François Léotard
- Bernard-Henri Lévy
- Léon Lévy
- Enrico Macias
- Tomas G. Masaryk
- Albert Memmi
- Gaston Monnerville
- Abbé René de Naurois
- Pierre Perret
- Louis-Edmond Pettiti
- Gilberte Pierre-Brossolette
- Samuel Pisar
- Maurice Plantier
- Alain Poher
- Bertrand Poirot-Delpech
- Henri Ravouna
- Leny Rimbert
- Romain Rolland
- André Schwarz-Bart
- Simone Schwarz-Bart
- Philippe Seguin
- Séverine
- Bernard Stasi
- Fodé Sylla
- Bertrand Tavernier
- Rita Thalmann
- Gilbert Trigano
- Étienne Trocmé
- Simone Veil
- Maurice Weinberg
- Elie Wiesel
- Étienne Wolff
- Fred Zeller

## Auszeichnungen
- 1994 Prix des Droits de l’homme de la République française